# Władysław Krzyszkowski
Władysław Krzyszkowski herbu Odrowąż (zm. w 1720 roku) – podstoli wołyński w 1699 roku, starosta włodzimierski w latach 1699-1719, pułkownik królewski.
Podpisał traktat warszawski 1716 roku w imieniu konfederacji tarnogrodzkiej i skonfederowanych wojsk koronnych jako ich wicemarszałek.